# Psychotria luzoniensis
Psychotria luzoniensis là một loài thực vật có hoa trong họ Thiến thảo. Loài này được (Cham. & Schltdl.) Fern.-Vill. miêu tả khoa học đầu tiên năm 1880.